# توت‌خوارها
توت‌خوار (نام علمی: Dacnis) نام سرده‌ای از تیره فرخنده است.

## گونه‌ها
- توت‌خوار شکم‌سفید, Dacnis albiventris
- توت‌خوار سیاه‌چرده, Dacnis lineata
  - Yellow-tufted dacnis, Dacnis (lineata) egregia
- توت‌خوار شکم‌زرد, Dacnis flaviventer
- توت‌خوار پاسیاه, Dacnis nigripes
- توت‌خوار ران‌قرمز, Dacnis venusta
- توت‌خوار آبی, Dacnis cayana
- توت‌خوار زبرجدی, Dacnis viguieri
- توت‌خوار سینه‌سرخ, Dacnis berlepschi
- توت‌خوار نیلی, Dacnis hartlaubi (formerly in Pseudodacnis)